# Кондракова Олександра Миколаївна
Олекса́ндра Микола́ївна Кондрако́ва — сержант Збройних сил України, учасниця російсько-української війни.

## З життєпису
Станом на 2018 рік — стрілок — помічник гранатометника, в/ч А3414, бойовий медик.

## Нагороди та вшанування
- Указом Президента України № 19/2020 від 21 січня 2020 року за «особисту мужність і самовіддані дії, виявлені у захисті державного суверенітету та територіальної цілісності України» нагороджена орденом «За мужність» III ступеня[3]